# Adrián Escudero
Adrián Escudero García (Madrid, 24 de noviembre de 1927 - 7 de marzo de 2011) fue un futbolista internacional y entrenador español. Jugaba de delantero y desarrolló toda su carrera deportiva en el Club Atlético de Madrid, equipo en el que sigue siendo el máximo goleador de su historia en Liga, con 150 goles, y el tercero máximo goleador en todas las competiciones, con 169 goles.

## Biografía
Sus inicios como jugador tuvieron lugar en equipo del Banco Hispano Americano, en Segunda Regional, para después pasar al CD Mediodía, en Tercera División.
A finales de 1945, con diecisiete años, fichó por el Club Atlético de Madrid, (entonces Atlético Aviación), debiendo esperar a cumplir los dieciocho para debutar con el conjunto rojiblanco, lo que finalmente tuvo lugar el 27 de enero de 1946 en el partido entre el FC Barcelona y el Atlético de Madrid (2-1).
En el Atlético permaneció un total de trece temporadas en las que disputó 330 partidos, ganando dos Ligas consecutivas: 1949/50 y 1950/51. Es el segundo máximo goleador atlético en el total de competiciones y el que más goles ha anotado en Liga, 150. También se alzó con la victoria en dos competiciones oficiales antecesoras de la actual Supercopa de España: la Copa Presidente de la Federación en 1947 y la Copa Eva Duarte en 1951. En el club colchonero formó parte de dos delanteras famosas, conocidas con los nombres de “delantera de seda” (Juncosa, Vidal, Silva, Campos y Escudero) y “delantera de cristal” (Juncosa, Ben Barek, Pérez-Payá, Carlsson y Escudero).
Antes de su retirada, y al cumplir los diez años en el club, el Atlético de Madrid organizó para él un partido homenaje, en el que se enfrentó en el Metropolitano al Wiener Sport austriaco el 6 de enero de 1955.
Adrián Escudero es, además, el autor del gol número 1000 en Liga del conjunto rojiblanco. Fue, en el minuto 88 y de penalti, el segundo tanto del Atlético de Madrid ante el Celta en el encuentro que su equipo perdió 3-2 en el Estadio de Balaídos el 8 de marzo de 1953.
Al finalizar su etapa como futbolista el Club Atlético de Madrid le ofreció incorporarse como técnico del club, entrenando a equipos de las categorías inferiores, segundo entrenador del primer equipo, al que llegó a dirigir un encuentro en la temporada 1963/64. Tras dejar el Atlético entrenó, algunos años más tarde (en 1968) al Club Deportivo Badajoz.

### Selección nacional
Escudero fue internacional con la Selección española en tres ocasiones, marcando un gol. Cada una de ellas, curiosamente, con un seleccionador diferente: Pedro Escartín, Luis Iribarren y Guillermo Eizaguirre.
La relación de partidos disputados por Escudero con España es la siguiente:
| Fecha      | Competición                      | Estadio           | Ciudad            | Encuentro | Encuentro | Encuentro |
| ---------- | -------------------------------- | ----------------- | ----------------- | --------- | --------- | --------- |
| 07/12/1952 | Amistoso                         | Chamartín         | Madrid            | España    | 0:1       | Argentina |
| 17/03/1954 | Clasificación Mundial Suiza 1954 | Olímpico          | Roma (Italia)     | Turquía   | 2:2       | España    |
| 03/06/1956 | Amistoso                         | Nacional de Jamor | Lisboa (Portugal) | Portugal  | 3:1       | España    |

En una entrevista relató la curiosa razón por la que, según se versión, se quedó sin jugar el Mundial de Brasil 1950:
“Basora y yo estuvimos concentrados quince días en El Escorial para ir al Mundial de Brasil y llegado el momento dijeron: Escudero y Basora se quedan en Madrid. ¿Por qué? Porque se había metido un directivo para el viaje y no había plazas en el avión”.

## Títulos

### Competiciones Nacionales
- 2 Ligas: 1949/50 y 1950/51 (Atlético de Madrid)
- 1 Copa Presidente Federación Española de Fútbol: 1947 (Atlético de Madrid)
- 1 Copa Eva Duarte: 1951 (Atlético de Madrid)

### Distinciones individuales
- 1 Trofeo Monchín Triana: 1957